# 竇徳妃
竇徳妃（とうとくひ、? - 692年）は、唐の睿宗の徳妃で玄宗の母。竇誕の子の竇孝諶の娘。李淵の正妻の太穆竇皇后の同族である。

## 生涯
睿宗の相王時代に入侍し、孺人（皇子の側妃の位）に授されている。光宅元年（684年）、睿宗が即位し、徳妃（四夫人の一つ）にいたった。李隆基（後の玄宗）、金仙公主、玉真公主を産んだ。
載初元年（690年）、武則天が自ら皇帝に即位し、睿宗は廃されて皇嗣に格下げされる。武則天の侍女であった団児は、皇嗣の妻たちが武則天を標的にした呪詛を行ったと誣告した。長寿2年（692年）正月2日、竇徳妃は正妃である劉氏と共に新年を祝うため宮中に参内した後、行方不明になった。武則天により秘密裏に処刑されたと考えられる。さらに同じく側妃の唐孺人、崔孺人もみな殺された。この件に対し、睿宗は落ち着いたふりをして難を逃れた。その後、睿宗の唯一存命の妃である豆盧氏と竇氏の妹が、その遺児を養育した。
唐隆元年（710年）、睿宗が再度即位した際に、隆基が皇太子に立てられ、竇氏は皇太子の生母として昭成皇后の諡号で皇后位を追贈された。竇氏らの遺体は発見されなかったため、招魂の形で衣冠塚が設置されている。

## 伝記資料
- 『旧唐書』
- 『新唐書』